# ドドマ大学
ドドマ大学（スワヒリ語: Chuo Kikuu cha Dodoma、英語: University of Dodoma）はタンザニアの首都・ドドマにある国立大学。2012年現在、大学は建設途上にある。
キャンパスはドドマ近郊、ダルエスサラームの西方約400kmに位置し、面積は6,000haである。
2007年に教育学部、人文学部、社会科学部、情報学部の4学部を設置し、1,200人の学生を受け入れて開学した。2008年には生命科学部と医学部を増設した。
タンザニアの国家成長ビジョン2025によれば、すべての学部が開設されれば、学生数40,000人規模となり、さまざまな学問分野の教育・研究が行われる予定である。実現すれば現行のダルエスサラーム大学の2倍以上の規模となる。

## 日本との関係
人文学部はタンザニアで唯一の日本語教育機関であり、2009年より日本語の授業を提供し始めた。2012年1月12日には在タンザニア日本国大使館とドドマ大学の主催、国際協力機構（JICA）の協力で、第1回ジャパン・フェスティバルを開催し、映画『ALWAYS 三丁目の夕日』を上映したほか、折り紙・書道・寿司などの日本文化の体験講座が開かれた。
金沢大学名誉教授の田崎和江は、退官後の2010年11月から2011年4月までドドマ大学にて地質学の講義を受け持った。